# 韋靈伯勒 (英國國會選區)

選區在北安普敦郡的位置

韋靈伯勒（英語：Wellingborough），英國國會一郡選區，位於北安普敦郡東部，包括韋靈伯勒大部以及科比南部五個地方選區。
本區始設於1918年。本區早期一直支持工黨，1931年以來是保守黨和工黨競爭的局面。2010年大選中保守黨的彼得·博恩以48.2%選票連任成功。